# Breitengüßbach
Breitengüßbach è un comune tedesco di 4 563 abitanti, situato nel land della Baviera.